# Bollmannia eigenmanni
Bollmannia eigenmanni és una espècie de peix de la família dels gòbids i de l'ordre dels cipriniformes que es troba a la costa atlàntica dels Estats Units.